# Stichting Elektroanyske Letteren Fryslân
De Stichting Elektroanyske Letteren Fryslân (ELF) is een Nederlandse Friese literaire stichting. Ze stelt zich ten doel literaire werken uit de wereldliteratuur in het Fries voor een groot publiek beschikbaar te maken. Dat wordt nagestreefd door publicatie in boekvorm, zowel als op internet. ELF publiceert zowel oorspronkelijk Friestalig werk als vertalingen uit andere talen. Voorzitter van ELF is Eric Hoekstra.
Recente uitgaven van de stichting zijn onder andere:
- Utopia van Thomas More, vertaling van P.W. Brouwer
- Lof fan 'e healwizens (Moriae encomium) van Desiderius Erasmus, vertaling van P.W. Brouwer
- Karel ende Elegast, vertaling van Klaas Bruinsma
- Beatrys (Beatrijs), vertaling van Klaas Bruinsma
- Kening Lear (King Lear) van William Shakespeare), vertaling van Douwe Kalma
- Trije komeedzjes van William Shakespeare, vertaling van Douwe Kalma
- Dat sei Zarathustra (Also sprach Zarathustra) van Friedrich Nietzsche, vertaling van Eric Hoekstra
- Oarekant goed en kwea (Jenseits von Gut und Böse) van Friedrich Nietzsche, vertaling van Eric Hoekstra
- Hear Hawain en de griene ridder, vertaling van Klaas Bruinsma
- Maaie (Mei) van Herman Gorter, vertaling van Klaas Bruinsma
- Hadewych, vertaling van Klaas Bruinsma
- Divina commedia van Dante, vertaling P.W. Brouwer
- De fizioenen fan Mary (The Vision) van Dean Koontz, vertaling van Henk Wolf

De stichting heeft zich ten doel gesteld het volledige werk van William Shakespeare (in vertaling van Douwe Kalma) en van Friedrich Nietzsche (in vertaling van Eric Hoekstra) uit te geven.